# Miejskie Przedsiębiorstwo Komunikacyjne w Olsztynie
Miejskie Przedsiębiorstwo Komunikacyjne w Olsztynie Sp. z o.o. (MPK Olsztyn Sp. z o.o.) – spółka powstała 1 marca 1993 w wyniku przekształcenia Przedsiębiorstwa Komunikacji Miejskiej w Olsztynie. MPK do 31 grudnia 2010 roku było jednocześnie zarządcą i wykonawcą transportu zbiorowego na terenie miasta Olsztyna i gmin ościennych - obecnie za organizację przewozów odpowiada Zarząd Dróg, Zieleni i Transportu w Olsztynie (dawniej Zarząd Komunikacji Miejskiej).

## Linie tramwajowe (od 1.01.2016r.)
- Linia nr 1: Wysoka Brama – Kanta
- Linia nr 2: Dworzec Główny – Kanta
- Linia nr 3: Dworzec Główny – Uniwersytet-Prawocheńskiego
- Linia nr 4: Dworzec Główny - Pieczewo
- Linia nr 5: Wysoka Brama - Pieczewo[1]

## Zajezdnia
Spółka dysponuje zajezdnią autobusową zlokalizowaną przy ulicy Kołobrzeskiej 40 w Olsztynie, gdzie stacjonują pojazdy należące do MPK Olsztyn (obecnie ponad 160 autobusów). Owa zajezdnia została oddana do użytku dnia 17 stycznia 1971 roku. Początkowo baza była planowana na 100 pojazdów, jednakże dzięki zapobiegliwości ówczesnego prezesa MPK, Tadeusza Zienkiewicza, pozostawiono rezerwę pod rozbudowę zajezdni. W 2015 roku zajezdnia została podzielona na dwie autobusową i tramwajową. Zajezdnia tramwajowa została zbudowana na placu postojowym, w wyniku czego część pojazdów MPK Olsztyn zostało przeniesionych na drugą zajezdnię, która powstała około 2015 roku przy ulicy Sikorskiego naprzeciwko hipermarketu Auchan.
Planowana jest budowa zajezdni tylko i wyłącznie autobusowej, przy ulicy Lubelskiej, ponieważ wraz z rozbudową sieci tramwajowej w Olsztynie cała obecna zajezdnia tramwajowo-autobusowa ma zostać przekształcona w zajezdnię tylko i wyłącznie tramwajową, co wiąże się ze zburzeniem lub zmodernizowaniem obecnych budynków i postawieniem nowych.

## Tabor[2]

### Autobusy
| Marka   | Model               | Numery taborowe                             | Liczba |
| ------- | ------------------- | ------------------------------------------- | ------ |
| MAN     | NL283 Lion's City   | 156, 157                                    | 2      |
| MAN     | NG313 Lion's City G | 2032-2037, 2040, 2041-2042, 2044            | 10     |
| MAN     | NG323 Lion's City G | 2040, 2043, 2045-2046                       | 4      |
| Scania  | CL94UB              | 901-910, 950                                | 11     |
| Scania  | CN270UB             | 112                                         | 1      |
| Scania  | CN280UB             | 113                                         | 1      |
| Scania  | CN94UB              | 965-966                                     | 2      |
| Solaris | Urbino 8,9 LE       | 1402                                        | 1      |
| Solaris | Urbino 10           | 1400-1401                                   | 2      |
| Solaris | Urbino 12           | 100-111, 114-129, 134-155, 158-166, 927-936 | 69     |
| Solaris | Urbino 18           | 1059-1066, 2000-2031, 2038-2039             | 42     |
| Volvo   | 7700                | 130, 131, 133                               | 3      |
| Razem   | Razem               | Razem                                       | 148    |

### Tramwaje
| Marka     | Model         | Numery taborowe | Eksploatacja od | Liczba |
| --------- | ------------- | --------------- | --------------- | ------ |
| Solaris   | Tramino S111o | 3000-3014       | 2015            | 15     |
| Durmazlar | Panorama      | 3015-3026       | 2020            | 12     |
| Razem     | Razem         | Razem           | Razem           | 27     |

## Bilety
Pasażerowie chcący korzystać z usług MPK w Olsztynie mają do dyspozycji kilka rodzajów biletów:
- Bilety jednorazowe (na okaziciela):
  - jednoliniowy
  - 30-minutowy
  - 45-minutowy
  - 90-minutowy
- Bilety okresowe jednokrotnego kasowania lub zarejestrowania (wieloprzejazdowe), na określone kolejne dni (na okaziciela):
  - 24-godzinny (dobowy)
  - trzydobowy
- Bilety okresowe miesięczne i 30-dniowe
  - miesięczny imienny
  - 30 – dniowy imienny
  - miesięczny na okaziciela
  - 30 – dniowy na okaziciela
  - miesięczny imienny dużej rodziny

Wszystkie bilety (z wyjątkiem biletu dużej rodziny) ważne są na obszarze całej sieci komunikacyjnej.
W Olsztynie obowiązują dwie strefy dla obowiązujących ulg:
- Olsztyn
- gminy: Dywity, Purda i Stawiguda